# Halberstadt
Halberstadt (pronunciación en alemán: /ˈhalbɐˌʃtat/ (escucharⓘ)) es una ciudad alemana en el estado de Sajonia-Anhalt, capital del distrito homónimo. Fue creada como sede episcopal en 814 y constituyó un importante centro comercial en los siglos XIII y XIV. Fue anexada a  Brandeburgo en 1648. La ciudad fue severamente dañada durante la Segunda Guerra Mundial, pero conserva muchos edificios históricos y gran parte de su paisaje antiguo.

## Personajes oriundos de Halberstadt
- Lily Braun
- Georg Philipp Telemann
- Martin Bormann
- Helmuth Weidling
- Johan Banér
- Gottfried August Bürger
- Johann Augustus Eberhard
- Azriel Hildesheimer
- Johann Wilhelm Ludwig Gleim
- Adolf Reubke
- Alexander Kluge
- Caspar Abel
- Jürgen Sparwasser
- Joachim Friedrich von Blumenthal
- Johann Christian Josef Abs
- Johann Georg Jacobi
- Berliner Weisse
- Alberto de Sajonia
- Samson Wertheimer
- George Müller
- Walter Wislicenus
- Karl Theodore Korner
- Adolf Stoecker
- Gustav Eduard von Hindersin
- Issachar Berend Lehmann
- Adalberto de Hamburgo
- Israel Jacobson
- Paulo Laurentius
- Andreas Werckmeister
- Hans Georg Klamroth
- Ferdinand Heine
- Magnus the Pious, Duque de Brunswick-Lüneburg
- Ekkehard de Huysburgo
- Heinz Fricke
- Gottfried Knoche

## Ciudades hermanas
- Banská Bystrica, Eslovaquia
- Torredembarra, Cataluña, España.

## Arqueología
Nueve personas fueron asesinadas en la masacre de Halberstadt a finales del periodo de la cerámica lineal. Sus cuerpos fueron arrojados descuidadamente en una fosa sin ajuar funerario en una fosa común en el sur de Halberstadt (Sajonia-Anhalt).

La fosa común fue descubierta en 2013 antes de la construcción de una urbanización, después de que se encontraran 38 tumbas lineales de cerámica con individuos cuidadosamente enterrados y restos de seis casas largas en el «Sonntagsfeld».

La fosa común tenía un diámetro de unos dos metros. Faltaban el ajuar funerario y las hebillas de la ropa, y sólo se encontraron algunos fragmentos de cerámica, que se interpretaron como desechos del asentamiento.

Siete de los nueve esqueletos fueron identificados como varones de edades comprendidas entre los 25 y los 40 años. 
La distribución por edades difiere mucho de la de las tumbas vecinas, en las que normalmente se enterraba el mismo número de hombres y mujeres, así como de adultos y niños.

Siete de los nueve muertos murieron a consecuencia de fuertes golpes en el cráneo; dos de los muertos no conservaban cráneo. 
Casi todas las fracturas de cráneo se descubrieron en la parte posterior de la cabeza, en la zona del hueso occipital, así como por encima y a los lados del mismo. Dos tercios de las lesiones craneales estaban en el lado derecho. También había fracturas en un fémur, dos huesos del húmero y dos costillas causadas por golpes. Los cuerpos fueron arrojados descuidadamente a una fosa. 
Así lo sugiere la posición antinatural y en ángulo de los huesos de las piernas y los brazos, que habían sido destrozados en dos pedazos.  Los rastros de animales carnívoros y la ausencia de algunos huesos en la disposición normal de los huesos demuestran que los cuerpos fueron colocados en la fosa pero no cubiertos inmediatamente con tierra.

La ausencia de niños y la preponderancia de hombres jóvenes fue reconocida como una característica especial del suceso de Halberstadt en el artículo especializado publicado en 2018.